# Гікорі Тауншип (округ Форест, Пенсільванія)
Гікорі Тауншип (англ. Hickory Township) — селище (англ. township) в США, в окрузі Форест штату Пенсільванія. Населення — 413 особи (2020).

## Демографія
Згідно з переписом 2010 року, у селищі мешкало 558 осіб у 265 домогосподарствах у складі 160 родин. Було 1028 помешкань
Расовий склад населення:
| - 98,2 % — білих - 0,2 % — корінних американців - 0,2 % — азіатів |

До двох чи більше рас належало 1,4 %. Частка іспаномовних становила 1,3 % від усіх жителів.
За віковим діапазоном населення розподілялося таким чином: 16,5 % — особи молодші 18 років, 58,4 % — особи у віці 18—64 років, 25,1 % — особи у віці 65 років та старші. Медіана віку мешканця становила 51,0 року. На 100 осіб жіночої статі у селищі припадало 124,1 чоловіків;  на 100 жінок у віці від 18 років та старших — 126,2 чоловіків також старших 18 років.
Середній дохід на одне домашнє господарство  становив 45 582 долари США (медіана — 30 481), а середній дохід на одну сім'ю — 59 476 доларів (медіана — 40 417). Медіана доходів становила 21 250 доларів для чоловіків та 36 406 доларів для жінок. За межею бідності перебувало 12,8 % осіб, у тому числі 39,5 % дітей у віці до 18 років та 5,5 % осіб у віці 65 років та старших.
Цивільне працевлаштоване населення становило 153 особи. Основні галузі зайнятості: освіта, охорона здоров'я та соціальна допомога — 20,3 %, публічна адміністрація — 11,8 %, виробництво — 10,5 %, мистецтво, розваги та відпочинок — 10,5 %.